# Complexe Qosim Cheikh
 (décembre 2023).
 (février 2024).

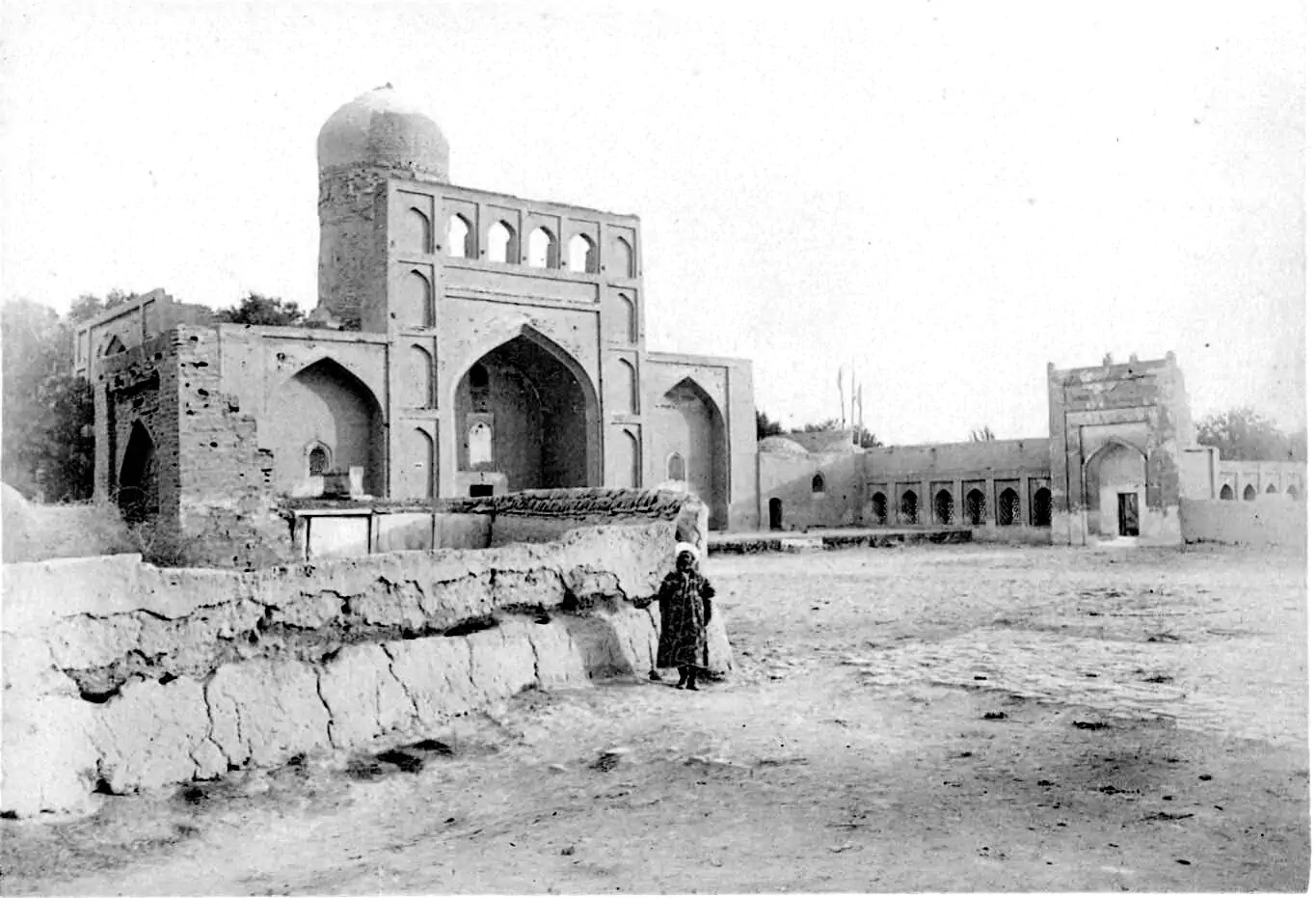
Complexe Qosim Cheikh. 1887

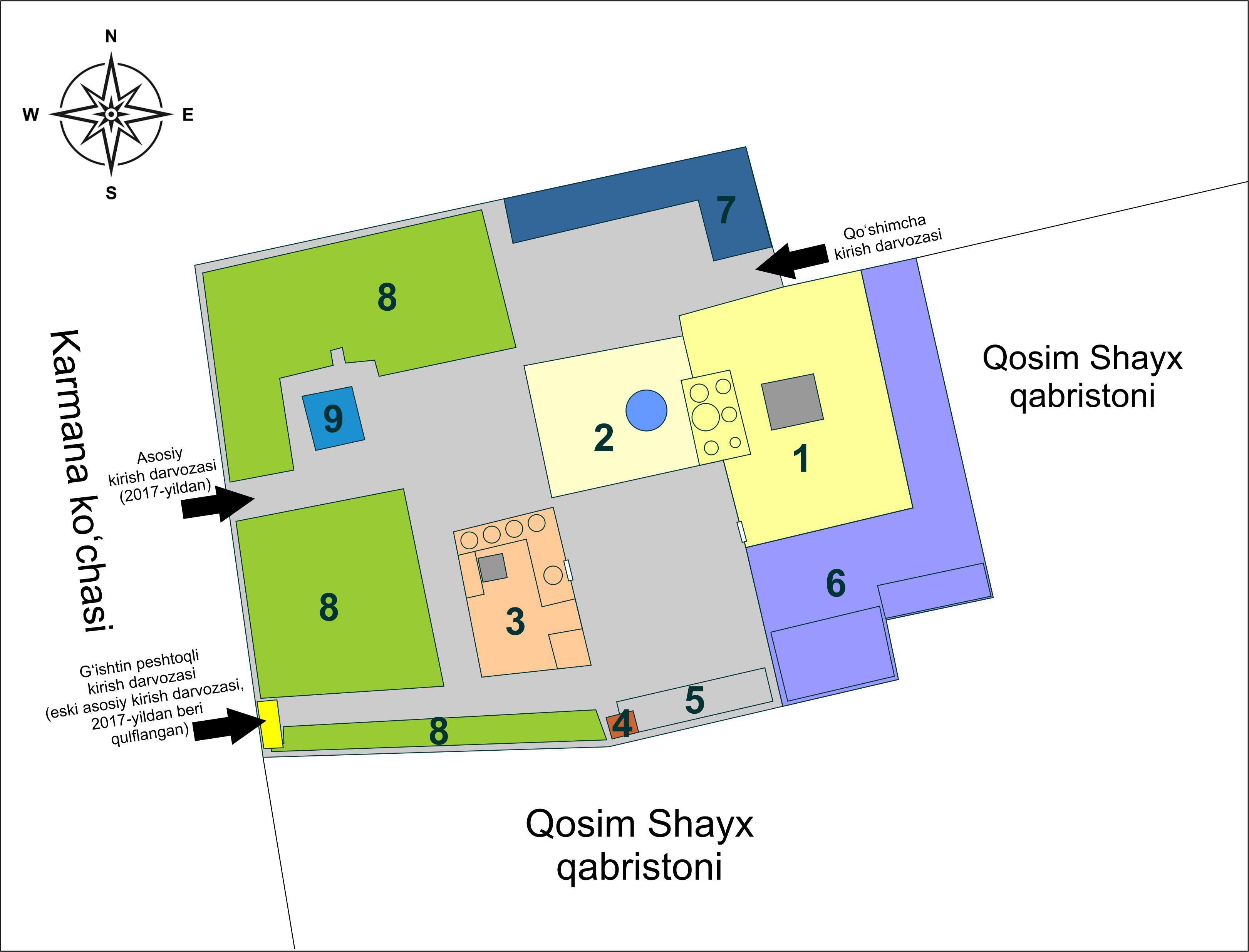
Carte du complexe Qosim Sheikh :
1. Mausolée Qosim Cheikh
2. Qosim Cheikh Khanqah
3. Mausolée Abdulahad Khan
4. Chambre survivante
5. Fondations des pièces détruites
6. Salle d'ablutions de la mosquée
7. Chambres des religieux de la mosquée
8. Champs de culture
9. Étang

Le complexe Qosim Sheikh (XVIe – XXe siècles) est un ensemble architectural situé dans la ville de Karmana, dans la région de Navoï, en Ouzbékistan. Le complexe comprend le Khanqah de Qosim Sheikh (construit en 1558), le mausolée Qosim Sheikh, le mausolée d'Abdulahad Khan (construit en 1911) et d'autres monuments architecturaux. Le complexe de Qosim Sheikh et la plupart des monuments qui s'y trouvent portent le nom de Qosim Sheikh Azizon, qui a vécu à Karmana au XVe siècle.
Les monuments du complexe ont été restaurés en 2000-2001.

## Qosim Cheikh Khanqah
La Khanqah de Qosim Sheikh (également connue sous le nom de Khanqah de Qosim Sheikh Azizon) est un monument architectural construit en 1558 par Abdulla Khan II, Khan de Boukhara, à Karmana. Cette khanqah était l'endroit où Qosim Sheikh enseignait à Karmana.
Les historiens estiment que la khanqah a été construite en 15 à 20 ans. La khanqah possède trois côtés (nord, sud et ouest) couverts de dômes et de voûtes. La longueur et la largeur de la khanqah sont de 25 mètres chacune. L'intérieur de la khanqah comprend six pièces et une grande salle de prière au centre, avec un mihrab du côté sud. Il y a quatre cellules octogonales de chaque côté du bâtiment, mesurant environ 6x6 mètres chacune. Du côté est, il y a une salle de refroidissement de 6x4 mètres. Les toits de chaque pièce sont couverts de dômes en bois. L'intérieur de la khanqah est décoré de sculptures en plâtre. Le bâtiment est couvert de cinq dômes. Le dôme central s'élève à 12 mètres du sol, et il y a quatre dômes de chaque côté, à 8 mètres du sol. L'épaisseur des murs de la khanqah est de 80 centimètres.
La khanqah possède un dôme élevé en forme de minaret à l'extérieur, qui se distingue du reste du bâtiment. Le dôme s'élève d'environ 9 mètres par rapport au bâtiment. Il y a des conduits d'air entre les parois du dôme, qui permettent de maintenir une température modérée à l'intérieur de la pièce les jours chauds et froids. La partie supérieure de la face extérieure du dôme est recouverte de carreaux turquoise. La partie inférieure présente des inscriptions de versets coraniques en écriture kufique.

## Mausolée Qosim Cheikh
Qosim Sheikh Azizon est décédé en 1580 ou 1581, à l'âge d'environ 80 à 81 ans, dans son village natal de Marjonkhotin. Conformément à ses volontés, son corps a été enterré du côté est de sa khanqah.
Après la mort de Qosim Sheikh, un mur en briques de 2,5 mètres de haut (en briques Abdulla Khan) a été construit du côté est de la Khanqah de Qosim Sheikh, et une pierre tombale a été érigée pour sa tombe. La pierre tombale mesure 9x10 mètres. Il y a également trois chambres avec des porches à l'avant, mesurant 8x15 mètres, destinées aux visiteurs qui viennent en ce lieu.
Pendant la période soviétique, la tombe a été négligée et les pierres en marbre ont été emportées.

## Mausolée Abdulahad Khan
En 1911, l'émir de Boukhara, Abdulahad Khan, est décédé dans son palais près de Karmana. Son fils, Olim Khan, a enterré son père du côté sud-ouest de la Khanqah de Qosim Sheikh et a construit un mausolée autour de la tombe.

## Autres structures du complexe
Au sud du complexe de Qosim Sheikh, il y a des cuisines mesurant 4x17 mètres, situées à 35 mètres de la khanqah. Seule une pièce mesurant 4x4 mètres a survécu jusqu'à ce jour.
En 2019, un large porche en bois avec des sculptures de style oriental a été construit sur la partie avant des bâtiments administratifs situés du côté nord du complexe.

## Livres
- A. Zaripov et Sh. Shernazar, Karmana kechmishi, Toshkent, Sahhof, 2021, 192 p. (ISBN 978-9943-6665-8-0)